# Michal Šmíd (1974)
Michal Šmíd (* 15. května 1974) je bývalý český fotbalista, útočník.

## Fotbalová kariéra
V české lize hrál za SK Hradec Králové. Nastoupil ve 32 ligových utkáních a dal 1 gól. V nižších soutěžích hrál i za SK Pardubice, SK Český ráj Turnov, SC Xaverov Horní Počernice a FK Baník Most.

## Ligová bilance
| Ročník                          | Zápasy | Góly | Klub                       |
| ------------------------------- | ------ | ---- | -------------------------- |
| 2. česká fotbalová liga 1995/96 | 12     | 2    | SK Pardubice               |
| 2. česká fotbalová liga 1995/96 | 10     | 0    | SK Český ráj Turnov        |
| 1. česká fotbalová liga 1996/97 | 6      | 0    | SK Hradec Králové          |
| Gambrinus liga 1997/98          | 21     | 1    | SK Hradec Králové          |
| Gambrinus liga 1998/99          | 5      | 0    | SK Hradec Králové          |
| 2. česká fotbalová liga 1999/00 | 14     | 2    | SC Xaverov Horní Počernice |
| 2. česká fotbalová liga 2000/01 | 20     | 3    | SK Hradec Králové          |
| 2. česká fotbalová liga 2001/02 | 11     | 2    | FK Baník Most              |
| CELKEM 1. liga                  | 32     | 1    |                            |